# さくらの杜公園

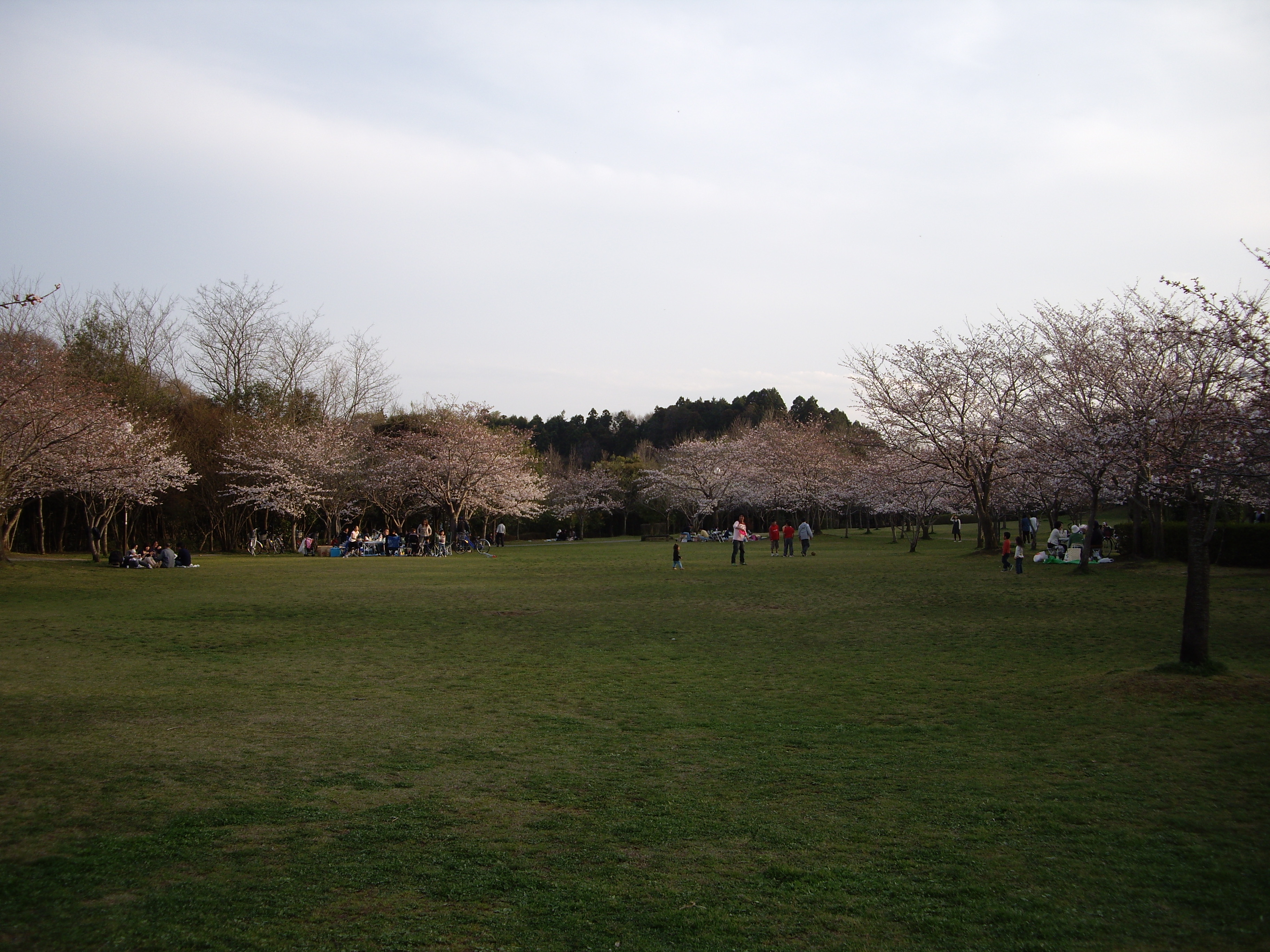
さくらの杜公園・芝生広場

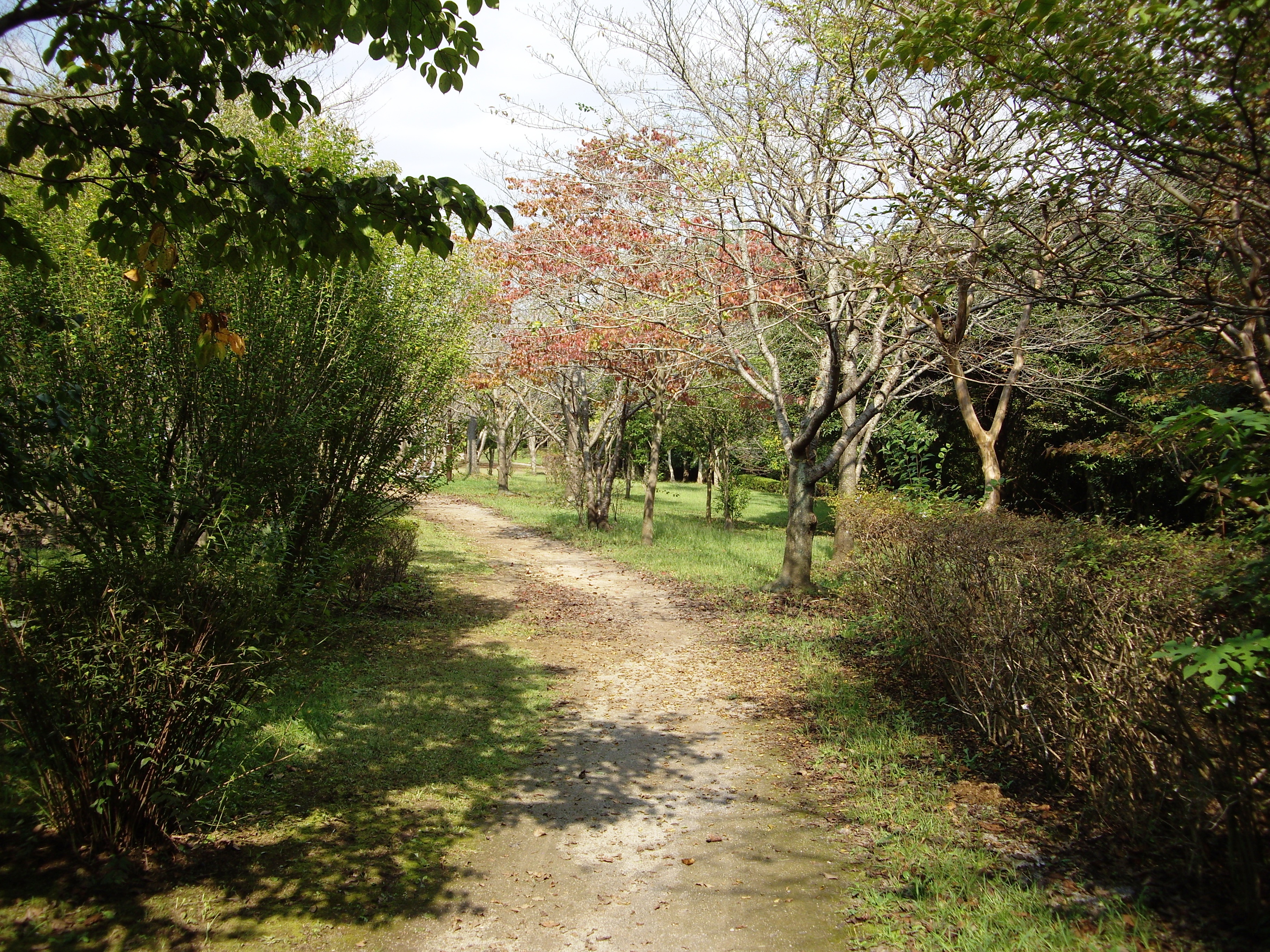
さくらの杜公園・園路

さくらの杜公園（さくらのもりこうえん）は、茨城県守谷市みずき野四丁目にある近隣公園である。面積は20,000m2。

## 概要
パークシティ守谷（みずき野）造成に伴い、造成された公園の一つで、1991年（平成3年）に設置された。みずき野地区最大の公園であり、自由広場や園路、遊具などが整備されている。公園の近くにはみずき野野球場がある。